# Vincetoxicum wangii
Vincetoxicum wangii är en oleanderväxtart som först beskrevs av Ping Tao Li och W. Kittr., och fick sitt nu gällande namn av S. Liede. Vincetoxicum wangii ingår i släktet tulkörter, och familjen oleanderväxter. Inga underarter finns listade i Catalogue of Life.